# Kōstas Charisīs
Kōnstantinos Charisīs, detto Kōstas (in greco Κωνσταντίνος "Κώστας" Χαρίσης?; Atene, 12 novembre 1979), è un ex cestista greco.

## Palmarès
- Campione A2 greca (2006)